# Johann Gottlieb Seger
Johann Gottlieb Seger, auch: Seeger (* 4. September 1735 in Seifersbach; † 21. April 1786 in Langenleuba) war ein deutscher Rechtswissenschaftler.

## Leben
Der Sohn des Pfarrers Karl Christoph Seger besuchte das Gymnasium in Freiberg und studierte an der Universität Leipzig. Nach seinen Studien wurde er Hofmeister eines dänischen Grafen von Schulenburg und anderer Adliger. 1758 erwarb er sich in Leipzig den akademischen Grad eines Magisters, wurde 1760 zum Doktor der Rechte promoviert und wurde Privatdozent. 1765 wurde er außerordentlicher Professor der Rechte und wirkte als solcher als Substitut des Kodexprofessors Friedrich Alexander Kühnhold (1693–1767).
Nach dessen Tod wurde er ordentlicher Professor und Assessor der juristischen Fakultät, stieg zum Professor der Pandekten auf, wurde 1771 Beisitzer am Oberhofgericht und Mitglied der Königlich-Preußischen Akademie der Wissenschaften und 1782 Domherr am Naumburger Dom. Am 30. März 1772 wurde Seger Mitglied der Freimaurerloge Minerva zu den drei Palmen.
Zudem hat er sich auch an den organisatorischen Fragen der Leipziger Hochschule beteiligt und war im Wintersemester 1771 Rektor der Alma Mater.

## Schriften (Auswahl)

### Autor
- De aequitate naturali commentatio. Epistola. Leipzig 1754.
- Historia iuris Romani liberae reipublicae de tutelis et curationibus. Dissertation, Leipzig 1760.
- e antiqua et nova Codicis disciplina. Leipzig 1765 (Programm der Universität Leipzig).
- Johann Ludwig Klübner (Hrsg.): Opuscula iuris universi et historiae, Bd. 1. Erlangen 1788.

### Als Präses
- Johann Adolph Mylius: Annus Romanus argumentum historicum. Dissertation. Leipzig 1759.
- Georg Dietrich Hartwig: Brevis curarum historia. Dissertation, Leipzig 1763.
- Christoph Gottlieb Kersten: De mutato valore monetae in solutionibus aestimando. Dissertation, Leipzig 1764.
- Johannes Gottlob Grundig: De statutis Fribergensibus. Dissertation, Leipzig.
- Christian Carl Hanne: De re singulari e pluribus uno pretio venditis. Dissertation, Leipzig 1766.
- Christian Friedrich Job: De consilio veterum iureconsultorum in coniungendis nominis ac rei definitionibus. Dissertation, Leipzig 1767.
- Johann Friedrich Doles: De Leonis philosophi institutionum Novellarum auctoritate. Dissertation, Leipzig 1768.
- Wilhelm Friedrich Teucher: Observationes iuris civilis. Dissertation, Leipzig 1768.
- Daniel Schiebeler: Observationes de modo poenarum.  Dissertation, Leipzig 1768.
- Johann Gottlieb Pfeil: De Nobilium iure negociandi. Dissertation, Leipzig 1768.
- Johannes Georg Messerschmidt: De finibus potestatis ecclesiasticae regundis. Dissertation, Leipzig 1768.
- Johannes August Cleemann: Miscella argumenta iuris civilis praefertim decemviralis. Dissertation, Leipzig 1768.
- August Wilhelm Fuissel: De successorio edicto. Dissertation, Leipzig 1769.
- Carl Friedrich Behrisch: De sectione cadaveris occisi. Dissertation, Leipzig 1769.
- Christian Gottfried Heyme: De coniunctione loci et suffragii in comitiis provincialibus cum dominis praediorum nobilium. Dissertation, Leipzig 1769.
- Heinrich Gotthelf Sachse: De obligatione rusticorum ad operas per praescriptionem acquirenda, vel tollenda. Dissertation, Leipzig 1769.
- Johann Gottfried Müller: Dubiae quaestiones do foro militari in Saxonis. Dissertation, Leipzig 1769.
- Heinrich Theodor Künzel: De origine et natura communis Saxonum manus. Dissertation, Leipzig 1770.
- August Wolfgang Deutschländer: De crimine stellionatus. Dissertation, Leipzig 1770.
- Johann Traugott Schön: De argumento librorum Ciceronis de officiis. Item ad Gellii N. A. V. 13. Dissertation, Leipzig 1771.
- Johannes Theophil Schnorr: Historia iuris civilis de pignoribus tacite contractis. Dissertation, Leipzig 1772.
- Johann Wilhelm Melzer: 4000 Quaestiones forenses. Dissertation, Leipzig 1772.
- Christian Gottfried Heyme: Specimen observationum ad eruendas origines iuris publici Germanici. Dissertation, Leipzig 1773.
- Johann David Behling: De iure conferendi dignitates in IImperium Romano Germanico. Dissertation, Leipzig 1773.
- Christian Gottlob Biener: De apibus. Dissertation, Leipzig 1773.
- Johann Gottfried Neumann: Observatio de differentia iudicum et magistratuum iuris dicundi apud Germanos. Dissertation, Leipzig 1774.
- Carl Heinrich Schwabe: De alimentis viduae indotatae ex feudo debitis. Dissertation, Leipzig 1774.
- Johann Gottfried Börner: Archimareschallus Imperii aeneatorum patronus et iudex. Dissertation, Leipzig 1775.
- Thomas von Wagner: Quibus modis nobilitas amittatur? Dissertation, Leipzig 1776.
- Johann Gottlob Biener: De suprema rei iudiciariae in Imperio potestate. Dissertation, Leipzig 1777.
- Carl Gottfried Wolf: De vi legum et decretorum in territorio alieno. Dissertation, Leipzig 1777.
- Gottfried Leberecht Dietze: De aibitris honorariis, ad historiam iuris civilis illustrandum. Dissertation, Leipzig 1777.
- Christoph Friedrich Creutzer: De sententia Novellae Constitut. I. Dissertation, Leipzig 1777.
- Carl Gottfried Schreiter: De abolitione veteri et hodierna. Dissertation, Leipzig 1778.
- Andreas Theophilus Hartmann: Subsidium caritativum Imperatori praebendum Equites Imperii immediatos a servido feudali suis dominis praestando nisi alia maior caussa aecedat, non liberare ostenditur. Dissertation, Leipzig 1779.
- Ernst Florens Chladni: De banno contumaciae. Dissertation, Leipzig 1781.
- Carl Heinrich Schwabe: De coloniis mercatorum in Germania, et praecipue in Saxonia. Dissertation, Leipzig 1781.
- Carl Gottfried Kummer: Sistens quaestiones forenses. Dissertation, Leipzig 1783.